# 长滩镇 (钟祥市)
长滩镇，是中华人民共和国湖北省荆门市钟祥市下辖的一个乡镇级行政单位。

## 行政区划
长滩镇下辖以下地区：长滩社区、大洪村、毛潭村、电站村、先锋村、桥畈村、廖台村、白马村、大兴村、青龙鞍村、绿林村、柳门口村、付巷村、同心村、季河村和金星村。